# Инокентије Иркутски
Свети Инокентије Иркутски је хришћански светитељ и свештенослужитељ. Рођен је око 1680. године близу града Иркутск. Световно име му је било Иван Куљчицки.
Школовао се у Братском училишту при Кијевском Богојављенском манастиру. 1706. је завршио Кијевску духовну академију, и замонашио се у Кијево-Печерској лаври, добивши име Инокентије. 1721. године је постављен за епископа Перејаславског, затим назначен за члана Руске Пекингске мисије у Кини. Али кинеска влада га није хтела примити, тако да је три године провео у Селенгинску. Године 1727. изабран је за епископа Иркутског. Сурова клима Сибира, ревнитељски трудови и разне тегобе и незгоде нарушили су здравље светог Инокентија.
Умро је 27. новембра 1731. године. Сахрањен је близу Иркутска, у Вазнесенском манастиру код Тихвинске цркве.
Његове чудотворне мошти откривене му 1804. године.
Православна црква прославља светог Инокентија 26. новембра по јулијанском календару.